# Elson Peñarrieta
Elson Peñarrieta (Santo Domingo, Ecuador, 16 de abril de 1992) es un futbolista ecuatoriano. Juega de centrocampista y su equipo actual es Deportivo Santo Domingo de la Segunda Categoría de Ecuador.

## Clubes
| Club                    | País    | Año       |
| ----------------------- | ------- | --------- |
| Deportivo Saquisilí     | Ecuador | 2004-2006 |
| Brasilia                | Ecuador | 2007-2008 |
| Talleres                | Ecuador | 2009      |
| Macará                  | Ecuador | 2010      |
| Mushuc Runa             | Ecuador | 2010      |
| Águilas                 | Ecuador | 2011      |
| Macará                  | Ecuador | 2012      |
| Águilas                 | Ecuador | 2013      |
| Espoli                  | Ecuador | 2014      |
| Técnico Universitario   | Ecuador | 2015      |
| Deportivo Quito         | Ecuador | 2016      |
| Gualaceo S. C.          | Ecuador | 2016      |
| La Concordia S. C.      | Ecuador | 2020      |
| Deportivo Santo Domingo | Ecuador | 2021      |
| C. S. 3 de Julio        | Ecuador | 2022      |
| La Concordia S. C.      | Ecuador | 2023      |
| Deportivo Santo Domingo | Ecuador | 2024-act. |